# ジュメイラ・モノレール
ジュメイラ・モノレール（英: Palm Jumeirah Monorail）は、アラブ首長国連邦のドバイにあるモノレールである。
中東初のモノレールであり、人工島群のパーム・アイランド中にあるパーム・ジュメイラと対岸のジュメイラ地区を結ぶ、5.45kmの路線である。 2009年4月30日に開業。ゲートウェイ駅ではドバイ・トラムに接続する。ドバイメトロレッドラインの駅まで延伸する計画がある。

## 概要
2006年3月、5.45kmの全線で建設工事が開始された。担当したのは日本の丸紅。2008年7月に軌条は完成し、11月より試験走行に入った。跨座式のモノレールで、車両は日本の日立製作所。全自動運転となるが非常時のために乗務員が乗車している。また、全体の車両基地、高架軌道、駅舎などの土木建築工事は大林組が担当し、日本企業としては海外初の５連続PC桁軌道構造を採用し、PC桁の製作は大林組の管理下でオリエンタル白石が担当した。
駅は開業段階ではアトランティス・ザ・パームの「アトランティス・アクアベンチャー駅」と「ゲートウェイ駅」の2つだけだったが、2017年7月3日にアル・イテハド公園駅、2019年11月28日にはナヒール・モールの開業に合わせてナヒール・モール駅が開通した。全部で5駅になる予定。ゲートウェイ駅は2014年11月に開通したドバイトラムのパーム・ジュメイラ駅から駐車場を通って乗り換えることができる。午前9時から午後10時頃までの間、終日11分間隔で運転されている。
ドバイメトロの「ドバイ・インターネット・シティ駅」まで約2km延伸する計画がある。

## 駅一覧
| 日本語駅名                         | アラビア語表記     | 英語表記             | 乗り換え路線    | 開通年月日     |
| ---------------------------------- | ------------------ | -------------------- | --------------- | -------------- |
| アトランティス・アクアベンチャー駅 | أتلانتس أكوافنتشر  | Atlantis Aquaventure |                 | 2009年4月30日  |
| ポイント駅                         | ذي بوينت           | The Pointe           |                 | 建設中         |
| ナヒール・モール駅                 | النخيل مول         | Nakheel Mall         |                 | 2019年11月28日 |
| アル・イテハド公園駅               | حديقة الاتحاد      | Al Ittihad Park      |                 | 2017年7月3日   |
| ゲートウェイ駅                     | البوابة            | Gateway              | ■ドバイ・トラム | 2009年4月30日  |
| ドバイ・インターネット・シティ駅   | مدينة دبي للانترنت | Dubai Internet City  | ■アフマル線     | 計画中         |

## 運賃
ドバイメトロ等のドバイ公共交通機関とは別体系の運賃となっており、共通ICカード「Nol Card」等は使用できず、各駅で購入する。運賃は2020年9月時点でゲートウェイ駅からアトランティス・アクアベンチャー駅までは片道20ディルハム、往復30ディルハムとなっている。

## ギャラリー

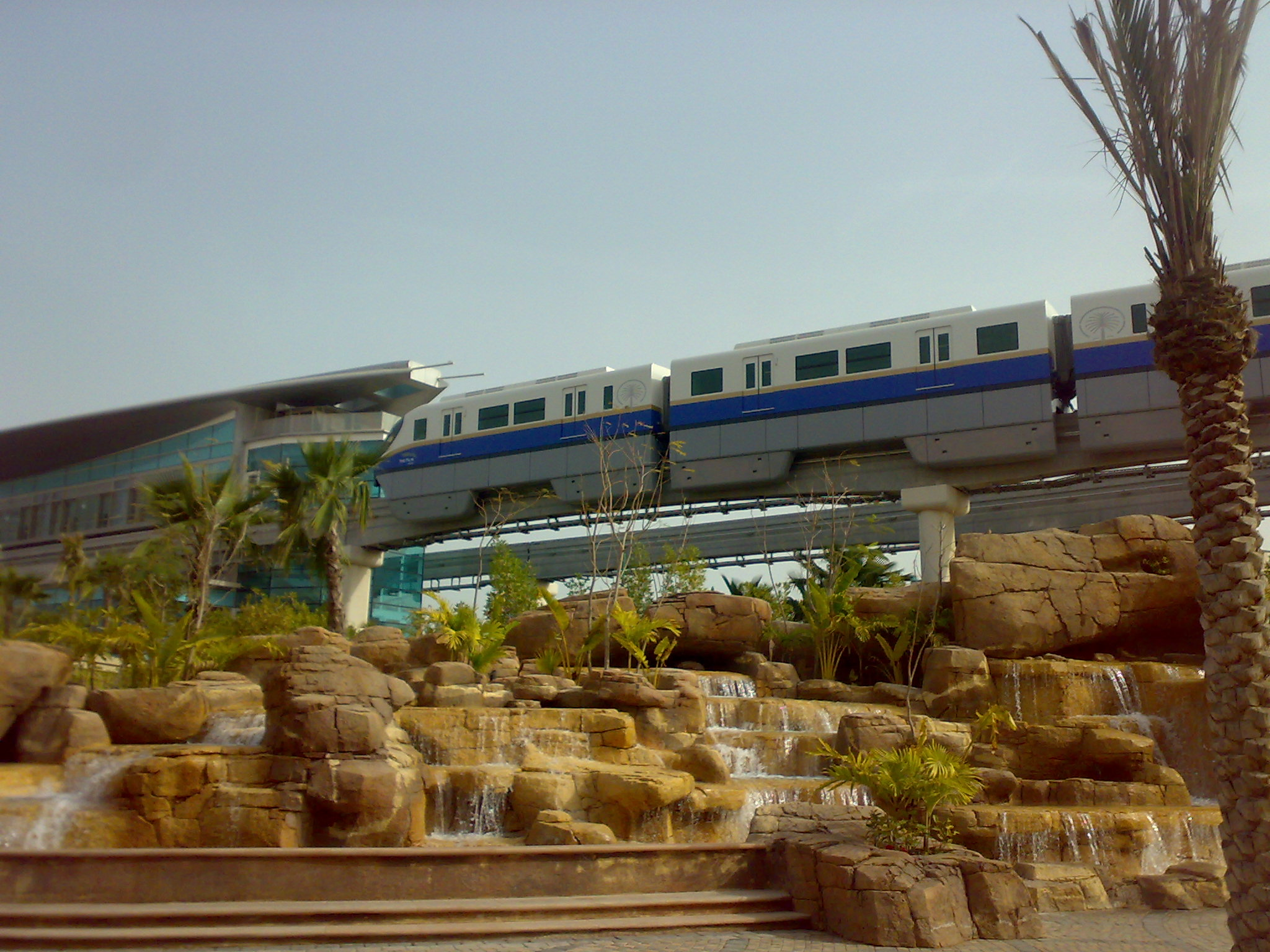
ジュメイラ・モノレールの車両
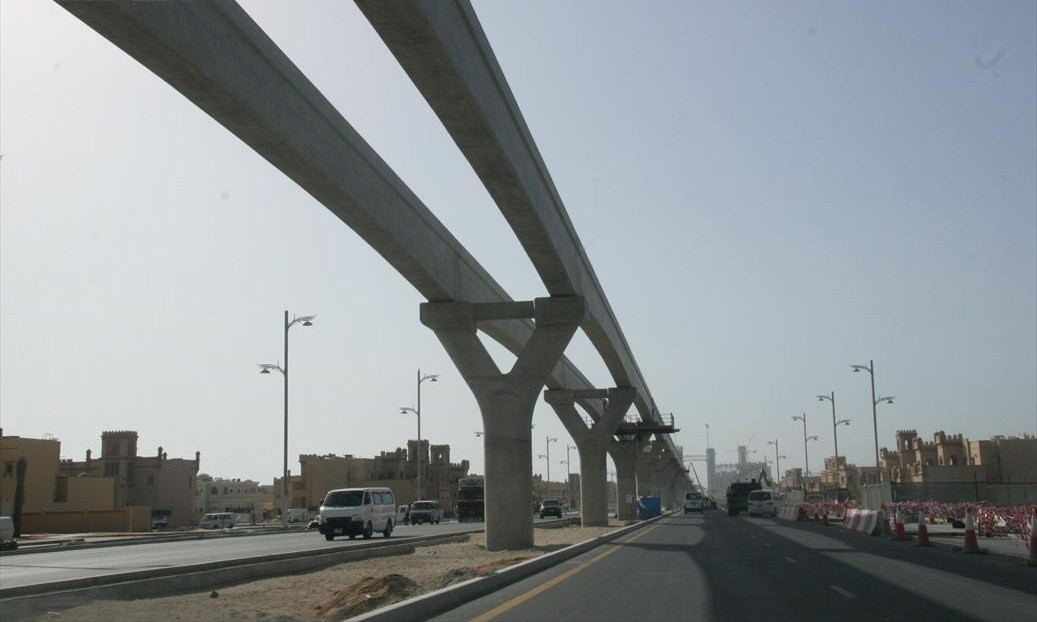
建設中のジュメイラ・モノレール
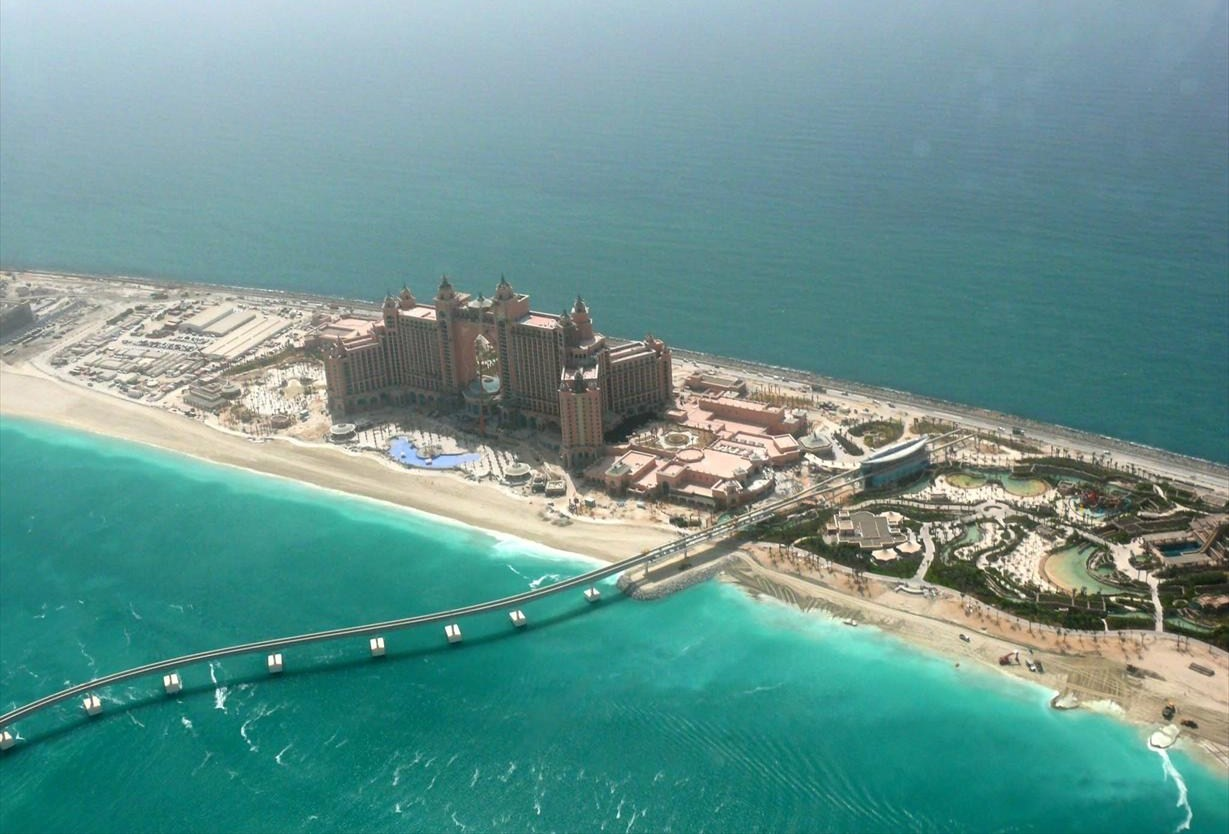
アトランティス・アクアベンチャー駅
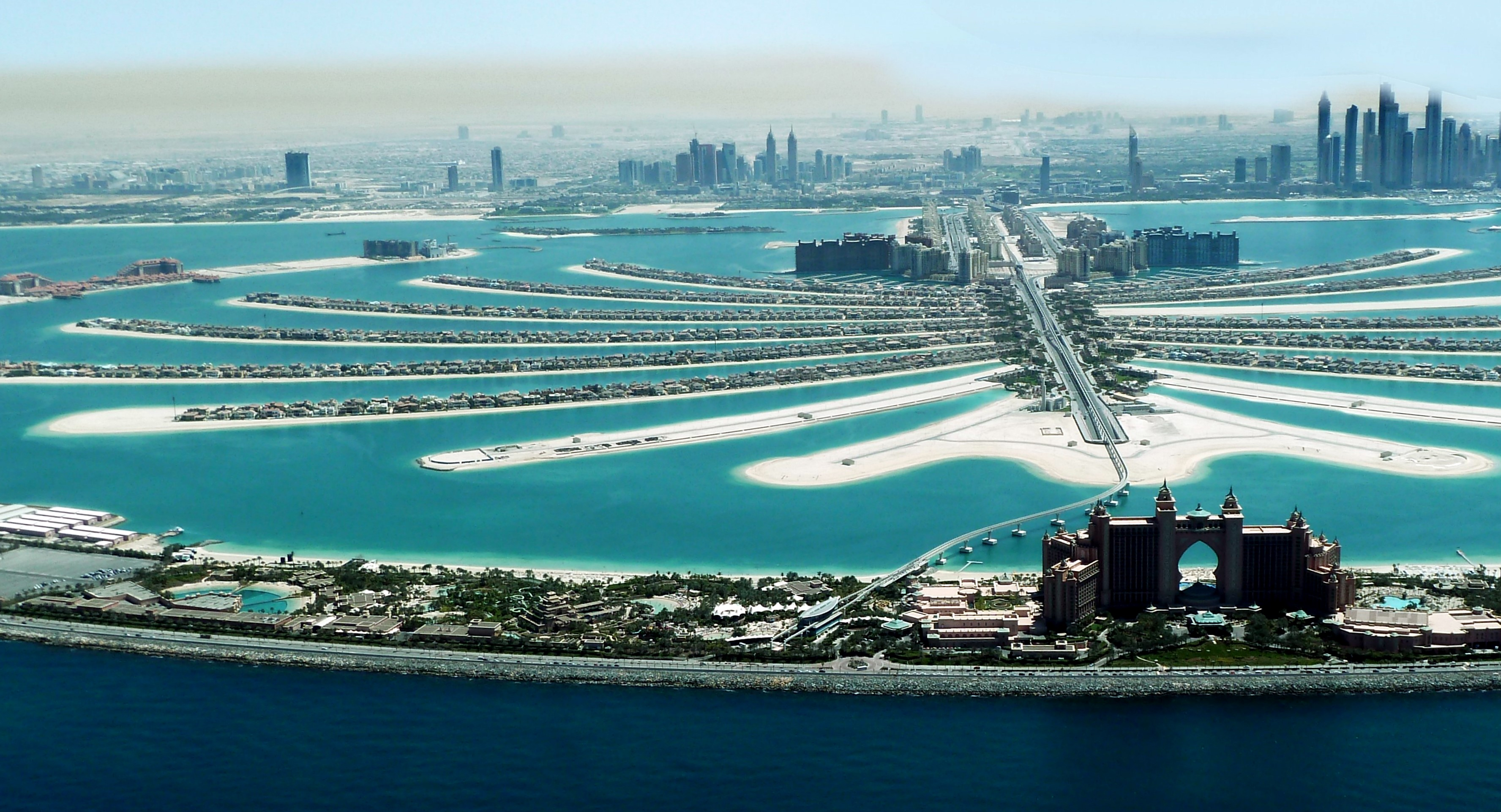
パーム・アイランドを通るジュメイラ・モノレール